# Triumph Italia
Triumph Italia – sportowy samochód osobowy produkowany przez brytyjską firmę Triumph Motor Company w latach 1959–1962. Dostępny jako 2-drzwiowe coupé. Do napędu samochodu używano silnika R4 o pojemności dwóch litrów. Moc przenoszona była na oś tylną.

## Dane techniczne

### Silnik
- R4 2,0 l (1991 cm³), 2 zawory na cylinder, OHV
- Układ zasilania: gaźnik
- Średnica × skok tłoka: 83,00 mm × 92,00 mm
- Stopień sprężania: 8,5:1
- Moc maksymalna: 101 KM (74,6 kW) przy 5000 obr./min
- Maksymalny moment obrotowy: 159 N•m przy 3000 obr./min